# Karl Schmid (Politiker, 1883)
Karl Schmid (* 20. September 1883 in Jettingen-Scheppach; † 31. Mai 1958 in München) war ein deutscher Politiker (BVP, CSU). Er war von 1946 bis 1956 Mitglied des Bayerischen Landtages.

## Leben
Schmid erlernte das Buchbinderhandwerk und arbeitete anschließend in Württemberg, im Rheinland und in München in diesem Beruf. Im Jahr 1912 gründete er in München ein eigenes Geschäft. Da er Mitglied des katholischen Gesellenvereins war, hatte er die Gelegenheit, sein Wissen und seine Allgemeinbildung durch Kurse und Vorträge zu erweitern.
Er trat vor 1933 der Bayerischen Volkspartei bei und war von 1930 bis 1933 im Stadtrat von München. Außerdem war er von 1932 bis 1933 Mitglied des Bayerischen Landtages, kam 1933 jedoch in Schutzhaft. Er wurde 1944 dienstverpflichtet und war später im Zusammenhang mit der Aktion Gitter für zwei Monate im Konzentrationslager Dachau interniert.
Nach dem Krieg war er von 1945 bis 1954 Präsident der Handwerkskammer von Oberbayern. im Jahr 1945 wurde er Mitglied der CSU und 1946 Vorstandsmitglied des CSU-Bezirksverbandes München sowie von 1946 bis 1950 Mitglied des Landesvorstands der CSU. Er war bereits Mitglied des Beratenden Landesausschusses (Vorparlament).
Schmid war 1946 Mitglied der Verfassunggebenden Landesversammlung von Bayern und vom 16. Dezember 1946 bis zum 12. Dezember 1954 für den Wahlkreis Oberbayern Mitglied des Bayerischen Landtages sowie der dortigen CSU-Fraktion und von 1946 bis 1950 Mitglied im Fraktionsvorstand. Im Landtag war er des Weiteren Mitglied des Ausschusses für Wohnungs- und Siedlungsbau, des Ausschusses für den Staatshaushalt, des Ausschusses Bayern Pfalz, des Ausschusses für Ernährung und Landwirtschaft, des Ausschusses für Sozialpolitische Angelegenheiten, des Ausschusses für Wirtschaft und Verkehr, des Zwischenausschusses sowie des Unterausschusses für Bautechnik.
Außerdem war er Vorsitzender der Arbeitsgemeinschaft der bayerischen Handwerkskammern und Mitglied in Aufsichtsgremien verschiedener Organisationen des Handwerks.